# اچ‌ام‌سی سنتینل
اچ‌ام‌سی سنتینل (به انگلیسی: HMC Sentinel) یک کشتی است که طول آن ۳۶٫۰۴ متر (۱۱۸٫۲ فوت) می‌باشد. این کشتی در سال ۱۹۹۳ ساخته شد.